# Karl-Erik Forsgårdh
Axel Karl-Erik Forsgårdh, tidigare Forsgård, född 1 december 1919 i Södertälje, död 29 januari 1995 i Stockholm, var en svensk skådespelare. Han ligger begravd i minneslunden på Skogskyrkogården. 

## Filmografi
- 1947 – Livet i Finnskogarna
- 1949 – Janne Vängman på nya äventyr
- 1950 – Motorkavaljerer
- 1952 – Kalle Karlsson från Jularbo
- 1952 – Trots
- 1952 – Janne Vängman i farten
- 1952 – Ubåt 39
- 1953 – Kungen av Dalarna
- 1953 – Att döda ett barn
- 1954 – Brudar och bollar eller Snurren i Neapel
- 1955 – Älskling på vågen
- 1955 – Den underbara lögnen
- 1955 – Blockerat spår
- 1955 – Sista ringen
- 1956 – Blånande hav
- 1958 – Damen i svart
- 1960 – Kiruna
- 1987 – Res aldrig på enkel biljett

## Teater

### Roller (ej komplett)
| År   | Roll             | Produktion                                                                  | Regi                | Teater                      |
| ---- | ---------------- | --------------------------------------------------------------------------- | ------------------- | --------------------------- |
| 1951 |                  | Karusellen på Björkeby Sigge Fischer                                        | Sigge Fischer       | Tantolundens friluftsteater |
| 1952 | William Harbison | South Pacific Richard Rodgers, Oscar Hammerstein och Joshua Logan           | Sven Aage Larsen    | Oscarsteatern               |
| 1953 | Kaminski         | Sista valsen Oscar Straus, Julius Brammer och Alfred Grünwald               | Einar Beyron        | Oscarsteatern               |
| 1953 |                  | Saken är Oscar P.G. Wodehouse, Guy Bolton och Cole Porter                   | Georg Funkquist     | Oscarsteatern               |
| 1953 | Brannigan        | Änglar på Broadway Frank Loesser, Joe Swerling och Abe Burrows              | Sven Aage Larsen    | Oscarsteatern               |
| 1954 |                  | Farligt uppdrag (Seagulls over Sorrento) Hugh Hastings                      | Keve Hjelm          | Riksteatern                 |
| 1956 |                  | Under trädet ligger yxan Tormod Skagestad                                   | Bengt Lagerkvist    | Riksteatern                 |
| 1967 |                  | Peer Gynt Henrik Ibsen                                                      | Jerk Liljefors      | Riksteatern                 |
| 1972 | Mr. X            | Skulle det dyka upp fler lik är det bara å ringa (Busybody) Jack Popplewell | Stig Ossian Ericson | Lilla teatern               |
| 1976 | Lodovico         | Othello William Shakespeare                                                 | Claes Sylwander     | Helsingborgs stadsteater    |